# Кучельо
Кучѐльо (на италиански: Cuceglio; на пиемонтски: Cusele, Куселе) е село и община в Метрополен град Торино, регион Пиемонт, Северна Италия. Разположено е на 375 m надморска височина. Към 1 януари 2020 г. населението на общината е 959 души, от които 86 са чужди граждани.